# Tumblr
Tumblr, stilizat tumblr, este o platformă de microblogging și site de socializare, proprietatea Oath Inc. Utilizatorii pot posta conținut multimedia în cadrul unui blog public sau privat și pot să urmărească blogurile altor persoane (follow).  Majoritatea aplicațiilor site-ului sunt accesate de pe o interfață cunoscută ca dashboard, unde este disponibilă funcția de a posta sau de a urmări alte bloguri.
Pe 1 ianuarie 2015, Tumblr găzduia peste 216 milioane de bloguri.  Sediul central al companiei se află în New York City. 

## Istoric
Tumblr a fost lansat de David Karp pe data de 27 aprilie 2007.
Pe 20 mai 2013, Tumblr a fost cumpărat de firma Yahoo, pentru suma totală de 1,1 miliarde de dolari cash.
Pe 13 iunie 2017, Verizon Communications achiziționează Yahoo! pentru 4,48 miliarde dolari și plasează Yahoo! și Tumblr ca subsidiare ale Oath Inc.

## Dezvoltare
În anul 2014, site-ul era pe locul 40 în clasamentul Alexa, iar la începutul anului 2015 ajunsese pe locul 32. 

## Conținutul și comunitatea LGBTQ+
Mai mulți cercetători care se uită la Tumblr au descoperit că site-ul web este adesea folosit pentru construirea comunității și un loc pentru a explora formarea identității și exprimarea genului pentru grupurile LGBTQIA+.  Înainte de interzicerea conținutului pentru adulți din 2018, utilizatorii transgender și-au postat experiențele personale de tranziție de gen, inclusiv fotografii cu intervenția chirurgicală de confirmare a sexului și procesul de vindecare. Mulți utilizatori au simțit că capacitatea de a fi anonimi sau de a cultiva identitatea la care treceau, a făcut ca postarea de informații personale pe site să fie acceptabilă și sigură.

## Conținut pentru adulți
La momentul achiziției sale de către Yahoo, Tumblr a fost descris de jurnaliștii de tehnologie ca având o cantitate considerabilă de conținut pornografic. O analiză efectuată de site-ul de știri și tehnologie TechCrunch pe 20 mai 2013, a arătat că peste 22% din tot traficul din și din Tumblr a fost clasificat drept pornografie. În plus, 16,45% dintre blogurile de pe Tumblr au conținut exclusiv materiale pornografice.  După iulie 2013 și achiziționarea sa de către Yahoo, Tumblr a restricționat progresiv conținutul pentru adulți de pe site. În iulie 2013, Tumblr a început să filtreze conținutul din blogurile etichetate pentru adulți pentru a nu apărea în rezultatele căutării și afișajele etichetate, cu excepția cazului în care utilizatorul a fost conectat. În februarie 2018, Safe Mod (care filtrează conținutul „sensibil” și blogurile) a devenit activat în mod implicit pentru toți utilizatorii pe bază de renunțare.  Pe 3 decembrie 2018, Tumblr a anunțat că, începând cu 17 decembrie, toate imaginile și videoclipurile care prezintă acte sexuale, precum și imaginile și videoclipurile din viața reală care descriu organele genitale umane sau „prezentând sfârcurile  femeii” vor fi interzise din serviciu. Sunt prevăzute excepții pentru ilustrațiile sau arta care înfățișează nuditatea, nuditatea legată de „discurs politic sau demn de presă” și reprezentările de mameloane „prezentând femei” în legătură cu evenimente medicale, cum ar fi nașterea, alăptarea, mastectomie și Operație de schimbare de sex. Regulile nu se aplică conținutului textului. Toate postările care încalcă politica sunt ascunse publicului, iar recidivitorii pot fi mustrați. 
Cu puțin timp înainte de anunț, versiunea de Android pentru Tumblr a fost corectată pentru a elimina posibilitatea de a dezactiva modul sigur.
Schimbarea s-a confruntat cu critici ample în rândul comunității Tumblr; în special, s-a susținut că serviciul ar fi trebuit să se concentreze pe alte probleme majore (cum ar fi controlul in cazul vreunui Discurs de instigare la ură și că comunitatea de adulți a serviciului a oferit o platformă pentru educația sexuală, interpreți adulți independenți (în special cei care reprezintă comunități LGBTQIA+ care simt că sunt subreprezentați de o industrie de masă heteronormativă) care caută un pentru munca lor, și cei care caută un refugiu sigur de la platformele „supra-polițiate” pentru a împărtăși munca creativă cu teme pentru adulți.   Tumblr a declarat că folosește diverși algoritmi pentru a detecta potențialele încălcări, în combinație cu recenzii manuale.
În ziua în care interzicerea a intrat în vigoare, Tumblr a publicat o nouă postare în care clarifică noua politică, prezentând exemple de imagini pentru adulți încă permise în serviciu și afirmând că „și-a recunoscut pe deplin” „obligația specială” de a-și servi baza de utilizatori LGBT, și că „Conversațiile LGBTQ+, explorarea sexualității și a genului, eforturile de a documenta viețile și provocările celor din industria lucrătorilor sexuali și postările cu imagini, videoclipuri și GIF-uri cu intervenții chirurgicale de confirmare a sexului sunt toate exemple de conținut care nu este permis doar pe Tumblr, dar încurajat activ.”
În ianuarie 2022, Tumblr a ajuns la o înțelegere cu Comisia pentru Drepturile Omului din New York, care a susținut că interzicerea din 2018 a conținutului pentru adulți a afectat în mod disproporționat utilizatorii LGBTQ+. Acordul impunea companiei să-și revizuiască algoritmii, să-și revizuiască procesul de contestații și să revizuiască cazurile închise și să-și instruiască moderatorii umani în probleme de diversitate și incluziune.